# Lesley McNaught
Lesley McNaught oder Lesley McNaught-Mändli (* 10. Februar 1964 in Hinckley, Vereinigtes Königreich; † Dezember 2023) war eine für England und die Schweiz startende Springreiterin. 
Sie gehörte zum Schweizer Team, welches bei den Olympischen Spielen 2000 in Sydney die Silbermedaille gewann, und führte die Weltrangliste der Springreiterinnen von 1989 bis 2001 an.

## Leben
Lesley McNaught wurde in England geboren und wuchs dort auf. Durch Heirat erlangte sie das Schweizer Bürgerrecht und war für die Schweiz bei zahlreichen Championaten am Start. 1991 und 2005 errang Lesley McNaught die Schweizer Meisterschaft im Springreiten. Neben ihrer Reiterkarriere war McNaught auch im Sulky aktiv und wurde im Trabrennsport Europameisterin.
Über Jahre hinweg zählte sie zum festen Bestandteil der Schweizer Nationalmannschaft im Springreiten und war unter anderem erfolgreiche Siegerin der Grossen Preise in Dortmund, Mannheim, Zürich, Bologna, Paris, Cannes, Washington, São Paulo, Wien, Istanbul, Sofia und anderen Städten.
Für die Saison 2001 wurde Lesley McNaught durch die Selektionskommission Springen des Schweizer Verbandes für Pferdesport vom EM-Kader ausgeschlossen. Das Verfahren wurde von Rolf Theiler (CSI-Organisator) und Martin Walther (Equipenchef)  initiiert. Ihr wurde unter anderem mangelnde Teamfähigkeit und unprofessionelles Verhalten gegenüber Veranstaltern und dem Verbandssponsor Credit Suisse vorgeworfen. Durch Einsprache ihres Anwalts Ulfa Walz wurde der Ausschluss bereits wenige Tage später rückgangig gemacht, das Ausschlussverfahren hielt weder den vorgebrachten Vorwürfen noch dem Verfahrensablauf stand.
McNaught war von 2020 bis zu ihrem Tod Springcoach der Schweizer Vielseitigkeitsreiter.

## Erfolge
- Olympische Spiele[6]

- 1992: Teilnehmerin
- 2000: 2. Platz Mannschaft